# Osteoklasten aktivierende Faktoren
Osteoklasten aktivierende Faktoren (OAF, engl. osteoclast-activating factors oder osteoclast-stimulating factors), stellen eine Sammelbezeichnung für verschiedene auf Osteoklasten modulierend einwirkende Lymphokine (u. a. IL-1Beta und TNF-Alpha) mit einer den Knochenabbau fördernden Wirkung dar.
Eine vermehrte Freisetzung der OAFs ist ein wichtiger Pathomechanismus beim multiplen Myelom einer Erkrankung, die u. a. durch Osteolysen gekennzeichnet ist. Die vermehrte Tätigkeit der Osteoklasten führt ihrerseits zu einer gesteigerten Freisetzung von Interleukin-6. Dieses Zytokin wirkt auf die Myelomzellen wachstumsfördernd. Aus dieser Wechselwirkung heraus entwickelt sich die tumorinduzierte Knochendestruktion zu einem selbsterhaltenden Prozess.